# The Premiership (Programa de TV)
The Premiership (también conocida como The Premiership en ITV) es un programa de televisión que mostró lo más destacado de la FA Premier League. Fue el programa de fútbol insignia de ITV Sport desde agosto de 2001 hasta mayo de 2004. El programa se creó después de que la cadena ITV ganara un acuerdo multimillonario para transmitir lo más destacado de la Premier League que alguna vez fue propiedad de la BBC. El programa fue presentado por Des Lynam, con Gabby Logan como suplente y Ally McCoist y Andy Townsend actuando frecuentemente como expertos.
The Premiership terminó en 2004, cuando los derechos regresaron a la BBC de la temporada 2004/05.

## Antecedentes
Match of the Day, el programa de fútbol de larga duración de la BBC, estaba en su octavo año de cobertura terrestre de la Premier League y estaba a punto de comenzar un noveno récord en 2000. Postulando tres temporadas más para el panel de la Premier League, la emisora entró favoritos para conservar el paquete exclusivo de destacados. Sin embargo, el contrato fue otorgado a la cadena rival ITV en el último momento posible, superando a sus rivales en £ 60 millones y asegurando los derechos desde el comienzo de la temporada de la liga 2001-02 a un costo reportado de £ 183 millones. Esto significaba que estaban derrochando aproximadamente 1,3 millones de libras esterlinas por programa.
En junio de 2001, ITV consiguió un acuerdo de tres años con la empresa de refrescos Coca-Cola para ayudar a patrocinar su nuevo programa. Con una tarifa de £ 50 millones, fue el mayor acuerdo de patrocinio deportivo en la historia de la televisión británica y fue suficiente para superar la competencia de sus rivales Pepsi y Budweiser. Se seleccionó una versión remezclada de la pista ganadora del premio Grammy de U2, "Beautiful Day" como la melodía característica del programa. Para reflejar los cambios complementarios en la red, ITV extendió su programa de fútbol a la hora del almuerzo, On The Ball a una hora e introdujo The Goal Rush, que fue anunciado como el servicio de resultados más rápido y completo del país.

## Formato
ITV decidió transmitir el programa los sábados a las 7pm, la hora más temprana permitida por su socio de transmisión conjunta BSkyB.
El plan inicial de ITV de transmitir el programa una hora antes a las 6pm fue bloqueado por Sky.
Los sábados también se transmitió una edición extendida nocturna del programa (su primera edición a las 11:15pm). Incluyó más momentos destacados, entrevistas posteriores al partido y comentarios de los periódicos dominicales.
Para recortar los recursos del departamento, ITV decidió enviar a cuatro de sus comentaristas, Clive Tyldesley, Jon Champion, Peter Drury y Guy Mowbray, a los partidos de alto perfil del fin de semana. Gabriel Clarke, Ned Boulting y otros reporteros independientes proporcionaron informes de partidos para los otros juegos, además de opiniones de ambos grupos de fanáticos y entrevistas con los gerentes y jugadores.
A los fanáticos se les prometieron avances tecnológicos en la cobertura, como el seguimiento de jugadores para ayudar en el análisis del partido. Los lunes por la noche, Ally McCoist y Gabby Logan presentaron The Premiership Parliament, más tarde titulado The Premiership el lunes y contó con 20 fanáticos, un representante de cada club para debatir sobre la acción del fin de semana.

### Recepción y tiempo al aire
El primer programa se emitió a las 7 pm el 18 de agosto de 2001 y fue presentado por Des Lynam. El juego principal presentado fue Middlesbrough y Arsenal en el Riverside Stadium con comentarios proporcionados por Peter Drury. El partido en casa del Liverpool contra West Ham United fue el otro partido destacado, transmitido hacia el final del programa.
The Premiership fue vista por una cifra máxima de cinco millones de espectadores, en comparación con The Weakest Link, que atrajo un promedio de siete millones cuando se mostró en el canal rival BBC One al mismo tiempo. A pesar de que ITV declaró que fue un comienzo positivo de temporada, los medios de comunicación y los críticos de fútbol, sobre todo el Daily Mirror, hablaron abiertamente sobre los aspectos más destacados del programa. De los 70 minutos al aire, el primer programa incluyó solo 28 minutos de acción, en comparación con el promedio de 58 minutos en el Partido del día de la temporada anterior.
Muchos fanáticos del fútbol se lamentaron de que lo que debería haber sido el juego destacado, la paliza de 5-0 de Bolton Wanderers al Leicester City en Filbert Street, solo recibió el más breve de los autodubs de Gabriel Clarke y el análisis del estudio que duró aproximadamente dos minutos. El uso excesivo de la tecnología del fútbol para respaldar las decisiones también fue controvertido a pesar de los elogios de los máximos directivos de la liga, como Arsène Wenger y Alex Ferguson.
Una semana después, ITV sufrió sus peores índices de audiencia los sábados por la noche durante cinco años cuando un promedio de 3,1 millones de espectadores vieron The Premiership. Después de dos meses, las cifras no habían mejorado mucho: solo 4,6 millones de espectadores sintonizaron y la franja horaria de las 19:00 fue un claro fracaso.
La decisión se tomó a principios de octubre de 2001 de cambiar la Premier League de su horario original a un horario posterior permanente de 10:30 pm, a partir del 17 de noviembre, con repeticiones mostradas temprano los domingos por la mañana.